# 痙攣
痙攣，是指一组或一块肌肉、一个空心器官臟壁的平滑肌或心肌（如：胃、心臟）發生急剧而不自主的收縮，或是一个开口处的类似急剧收缩。有时会有疼痛感及機能障礙，但往往无害，且会在数分钟之后消失。中樞神經系統的疾病、急性傳染病、過度疲勞、张力障碍等，都會導致肌肉的痙攣現象。

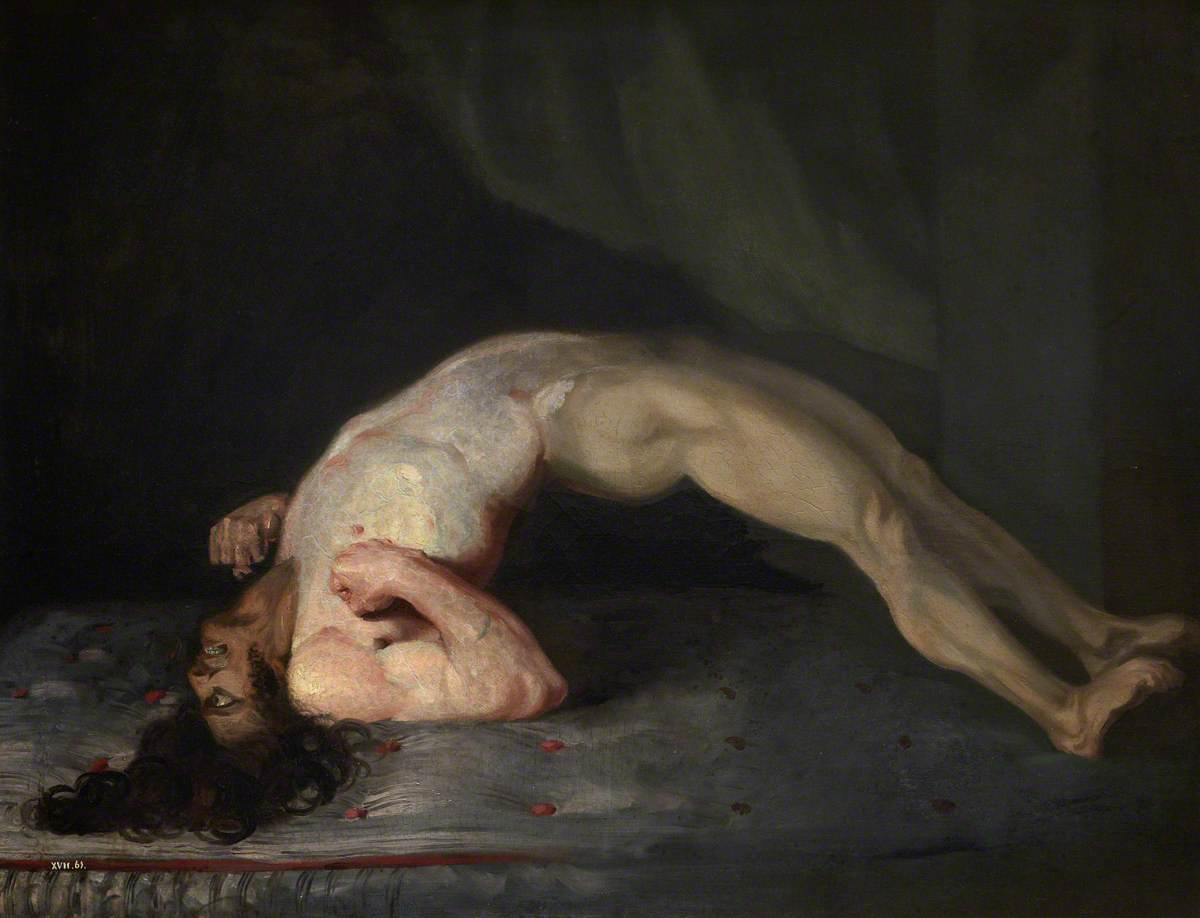
破伤风导致患者角弓反張 (1809)，这种极端的拱形姿势是一种锥体外系效应，由沿脊柱的中轴骨骼肌痉挛引起的。

另一方面，痉挛也是一种能量、行为或情绪的突然爆发。
绞痛是痉挛的一种形式，是由特定器官（如胆管）的平滑肌发生痉挛而形成的。绞痛有一大特征，就是感觉不得不走来走去，而疼痛会导致反胃，更严重的可能会呕吐。连续或持续的痉挛则被称为痉挛症。
在一些非常严重的病例中，痉挛所导致的肌肉收缩比病人平时所能产生的收缩更剧烈，并导致肌腱和韧带撕裂。